# Lago Presidente Ríos
Il lago Presidente Ríos è un lago situato in Patagonia, nella Regione di Aysén, in Cile. 
Prende il nome da Juan Antonio Ríos, presidente del Cile dal 1942 al 1946, il quale dà il nome anche all'omonimo immissario del lago. Altro immissario è il Río Negro. Si colloca al centro della penisola di Taitao e si estende all'interno del Parco Nazionale della Laguna San Rafael e della Riserva Nazionale Las Guaitecas. 
Il lago è formato da sei "bracci" principali: Braccio Nordoccidentale, Braccio Nord, Braccio Drenato, Braccio Orientale, Braccio Sudorientale e Braccio Sud.

I bracci del lago Presidente Ríos